# Čemeřice

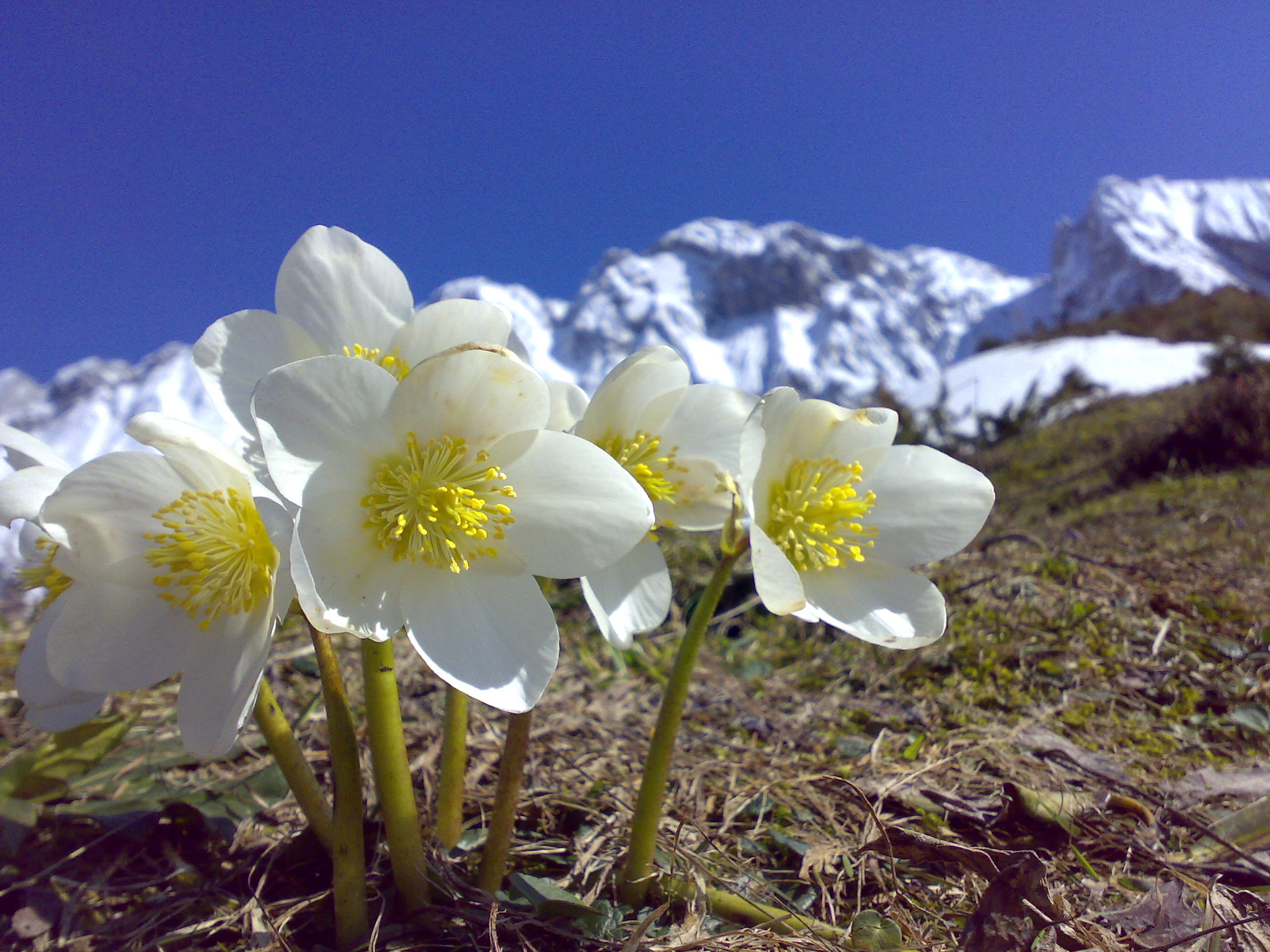
Kvetoucí čemeřice černá v rakouských Alpách

Čemeřice (Helleborus) je rod rostlin z čeledi pryskyřníkovité. Jsou to vytrvalé, stálezelené nebo sezónně zatahující byliny s velkými, dlanitě členěnými nebo složenými listy a pětičetnými květy, v nichž je koruna nahrazena kalichem. Květy opylují zejména čmeláci. Plodem je souplodí měchýřků. Rod zahrnuje asi 15 až 20 druhů a je rozšířen v Eurasii a severní Africe. V České republice žádný druh přirozeně neroste, některé pěstované druhy však občas zplaňují.
Čemeřice jsou jedovaté rostliny. Bývají pěstovány jako okrasné trvalky, ceněné pro časné kvetení. Některé druhy mají význam v tradiční medicíně.

## Popis
Čemeřice jsou vytrvalé, sezónně zatahující nebo stálezelené byliny. Na základě růstové formy je lze rozdělit do dvou odlišných skupin: přízemně rostoucí druhy a druhy vytvářející nadzemní stonek. Přízemní druhy jsou dlouhověké (až 25 let), mají listy v přízemní růžici a podzemní oddenek. U stonkových druhů je vyvinut nadzemní, olistěný, na bázi často dřevnatějící stonek a jsou poměrně krátkověké. Nezřídka žijí jen 2 až 3 roky.
Listy bývají velké, dlanitě až znoženě členěné nebo složené, dlouze řapíkaté, na okraji pilovité nebo zubaté. Květy jsou pětičetné, jednotlivé nebo v chudých vrcholových vrcholících. Kališní lístky jsou bílé, růžovočervené nebo zelené, nahrazující korunu a většinou vytrvalé. Vlastní koruna je tvořena kruhem 5 až 12 nebo i více drobných, trubkovitých až miskovitých lístků přeměněných na nektária. Tyčinek je mnoho. Gyneceum je apokarpní, složené ze 2 až 10 volných nebo v případě druhu Helleborus vesicarius do poloviny srostlých pestíků. Plodem je souplodí kožovitých měchýřků. Každý měchýřek nese vytrvalou čnělku a obsahuje několik elipticky kulovitých semen.

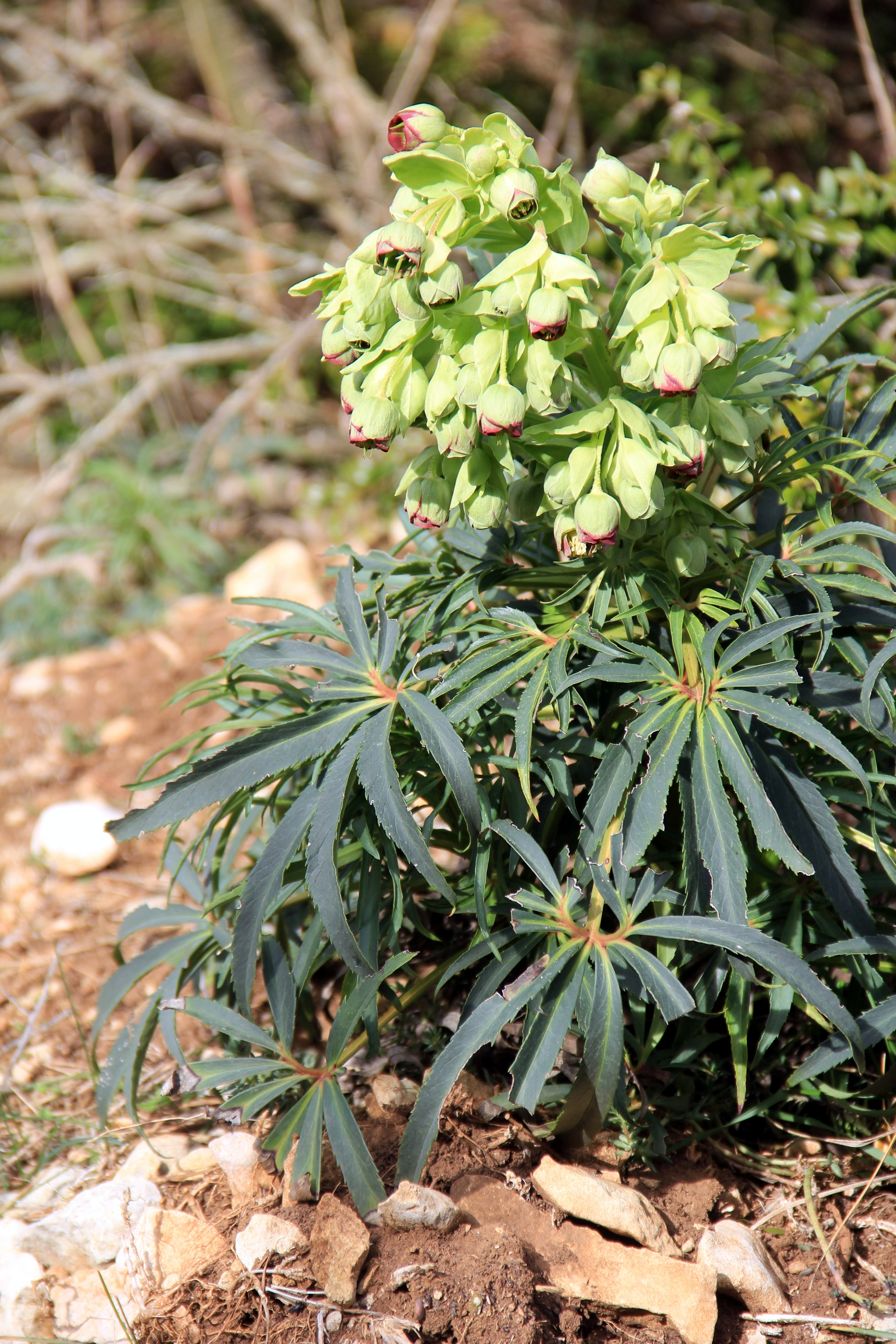
Čemeřice smrdutá
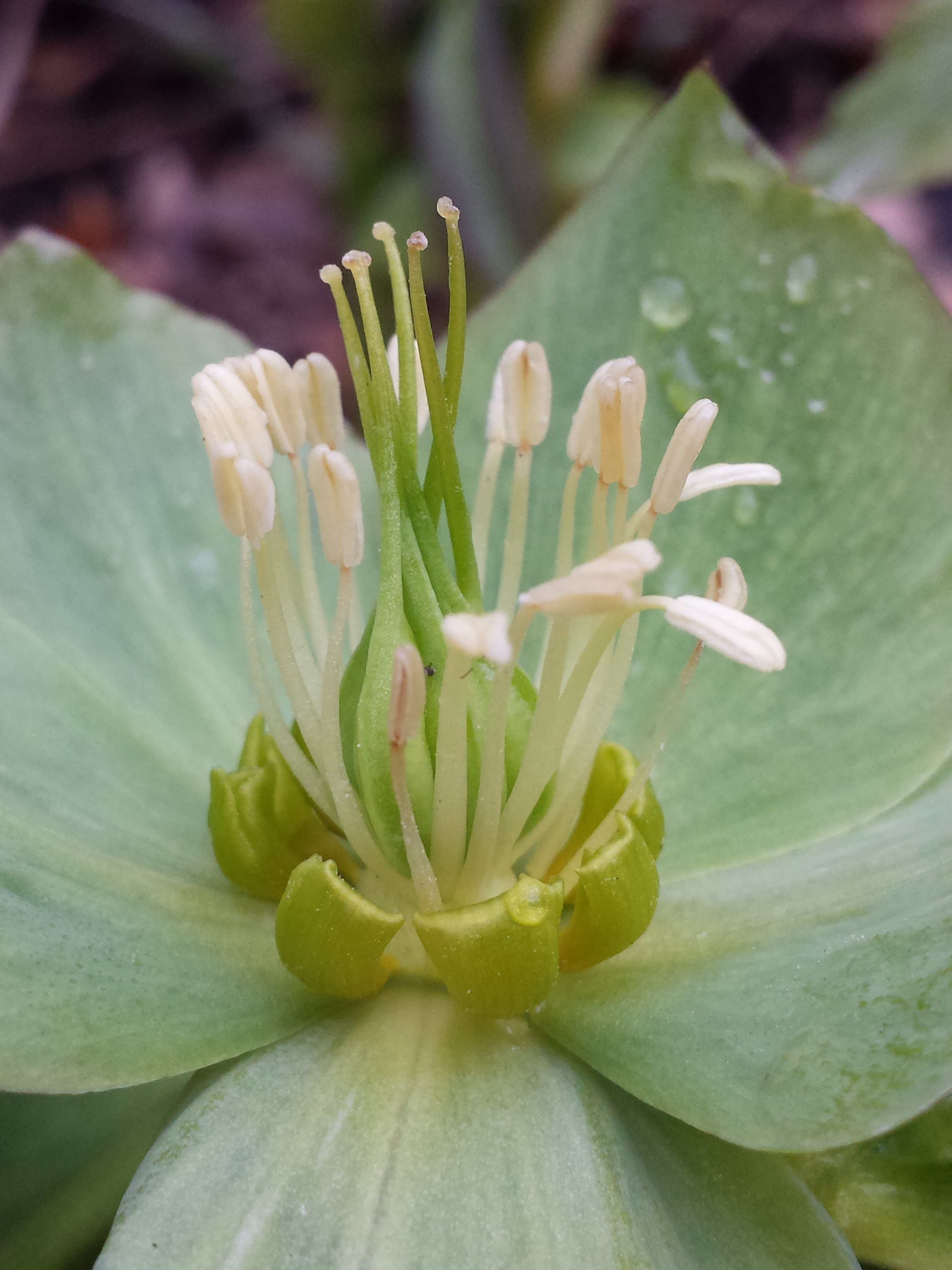
Detail středu květu čemeřice zelené
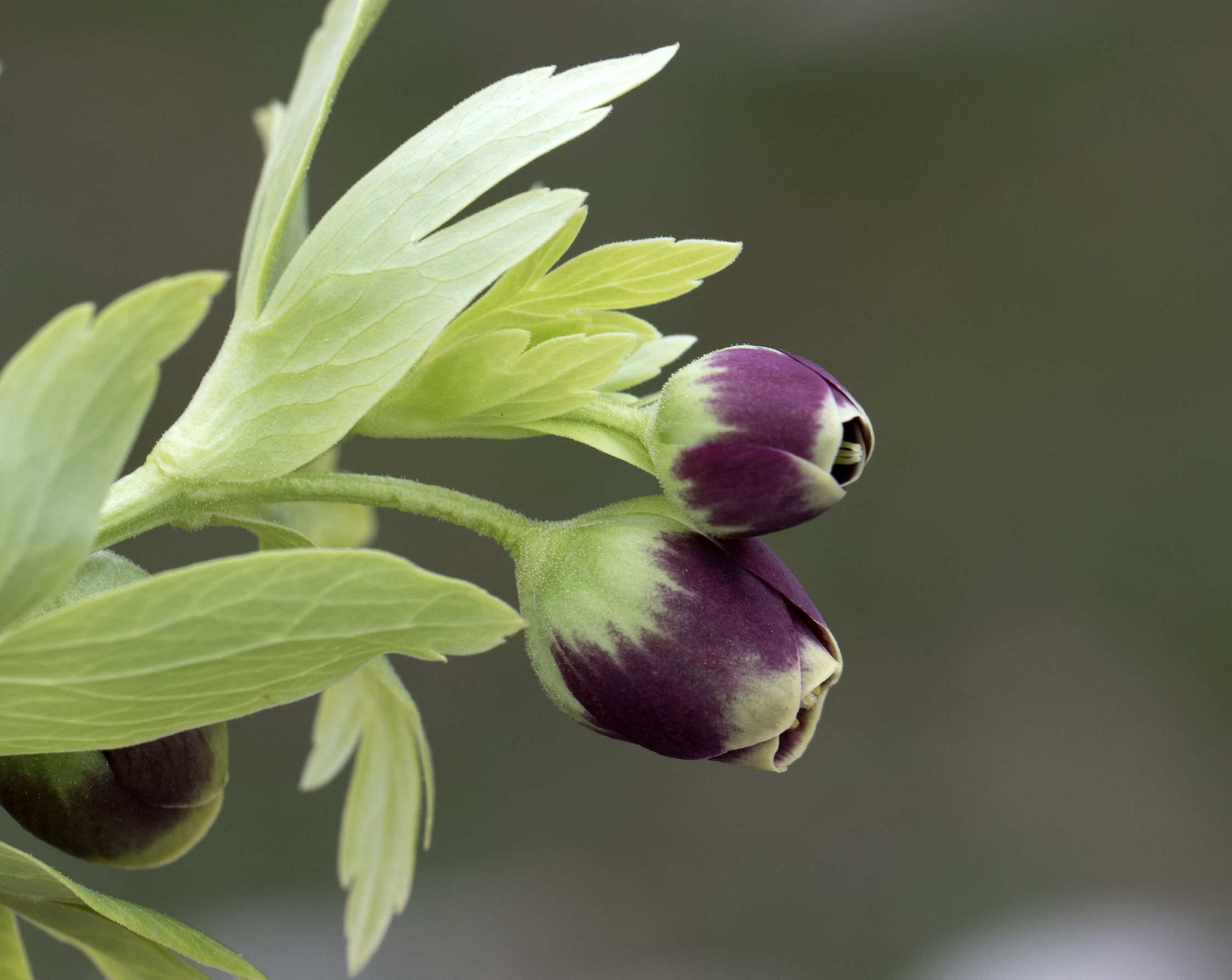
Květy čemeřice měchýřkaté
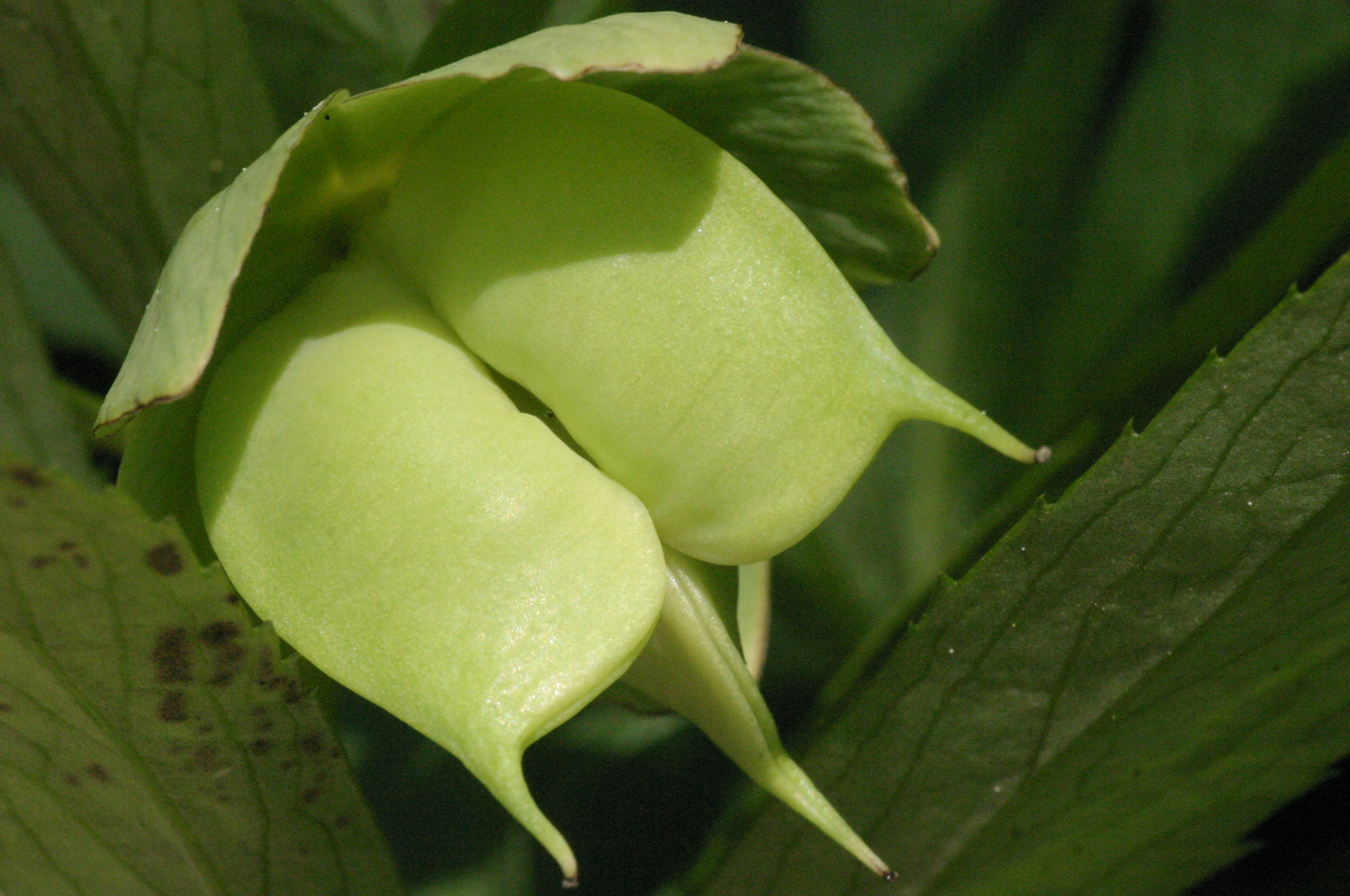
Nedozrálé souplodí Helleborus dumetorum

## Rozšíření
Rod čemeřice zahrnuje (v závislosti na jejich taxonomickém pojetí) asi 15 druhů až 20 druhů. Je rozšířen v Evropě a Asii a okrajově i v severní Africe. Převážná většina druhů je svým výskytem omezena na Evropu, kde je rod rozšířen od Britských ostrovů a Pyrenejského poloostrova na východ po Ukrajinu. Centrum druhové diverzity je v oblasti Balkánu. Největší areál má čemeřice smrdutá, která také spolu s čemeřicí zelenou zasahuje nejseverněji. Čemeřice východní roste na Kavkaze a v severním Turecku při pobřeží Černého moře, čemeřice měchýřkatá je endemit relativně malého území na hranicích Turecka a Sýrie. Zcela izolovaný areál má čemeřice tibetská, která se navzdory názvu nevyskytuje v Tibetu, nýbrž v západní Číně v provinciích Kan-su, Chu-pej, Šen-si a S’-čchuan. Do severní Afriky zasahuje jediný druh, čemeřice smrdutá, rostoucí v Maroku.
V České republice se žádný druh čemeřice přirozeně nevyskytuje, některé druhy pěstované jako okrasné trvalky občas zplaňují (zejména čemeřice zelená, řidčeji i čemeřice nachová, čemeřice černá nebo i čemeřice smrdutá).

## Taxonomie
Rod Helleborus je v rámci čeledi Ranunculaceae řazen po podčeledi Ranunculoideae a tribu Helleboreae. Je dále členěn na 6 sekcí. Toto členění bylo publikováno v monografii Hellebores (Brian Mathew), vydané v roce 1989, a stále se používá. Převážná většina druhů je soustředěna v sekci Helleborastrum. Sekce Chenopus zahrnuje jeden nebo dva druhy (H. lividus, H. argutifolius), všechny 4 zbývající sekce jsou monotypické: sekce Syncarpus (H. vesicarius), sekce Griphopus (H. foetidus), sekce Helleborus (H. niger) a sekce Dicarpon (H. thibetanus).
Vymezení druhů je v rámci rodu dosti neustálené a některé taxony jsou v části zdrojů uváděny jako samostatné druhy, jinde jako poddruhy. Příkladem může být skupina Helleborus viridis.

## Ekologické interakce
Většina druhů jsou časně kvetoucí rostliny. Květy obsahují hojný nektar. Ačkoliv jsou schopny samoopylení, k přenosu pylu potřebují opylovače. V předjarním období je vyhledávají zejména matky čmeláků. 
Zvířata se čemeřicím vyhýbají a k okusu proto nedochází. Rovněž nebývají napadány hmyzem a není znám žádný druh motýla, jehož housenky by se živily čemeřicí.
Rostliny mají také zajímavé přizpůsobení proti poškození mrazem.

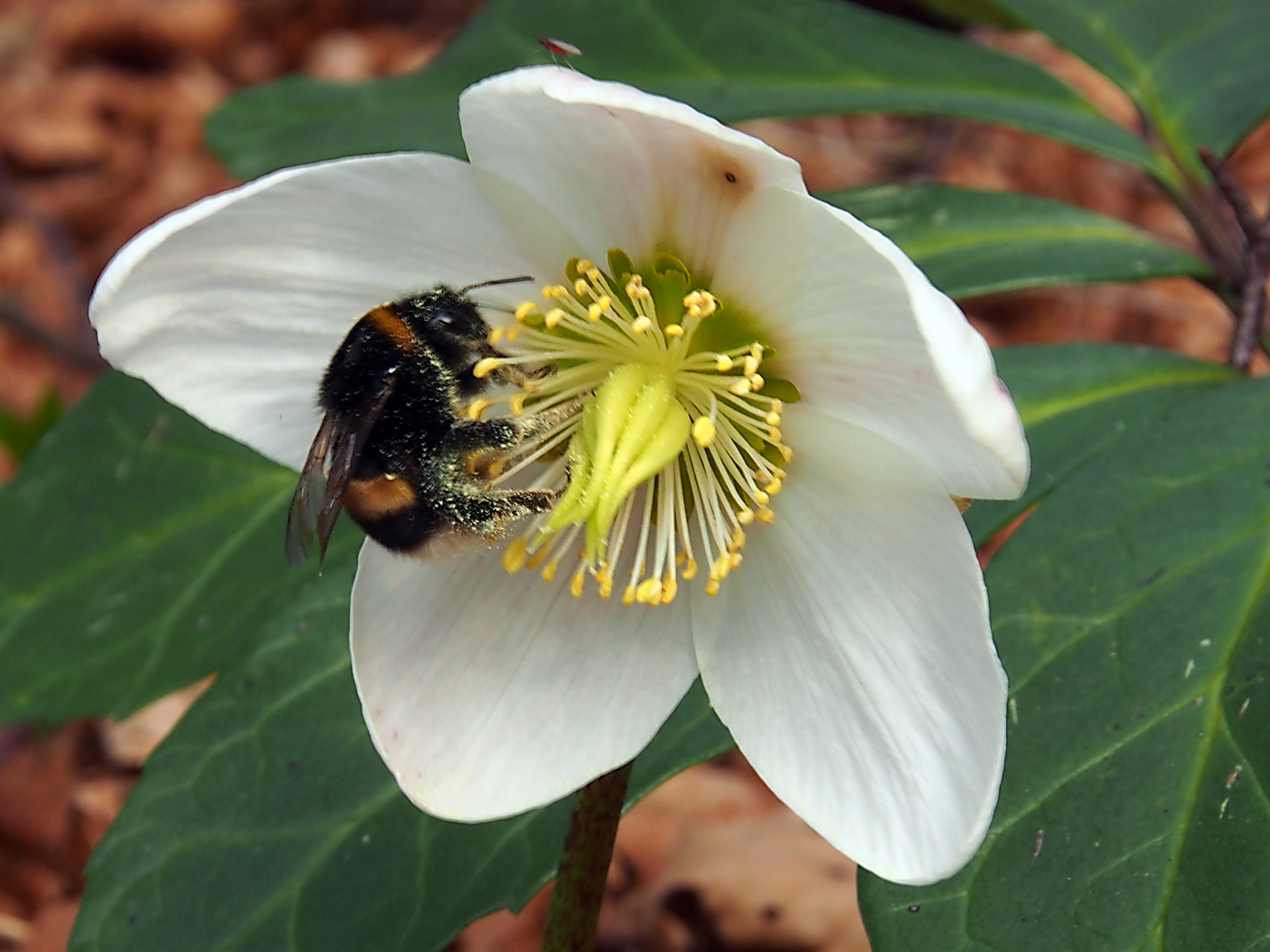
Čmelák na květu čemeřice černé

## Obsahové látky a jedovatost
Čemeřice jsou jedovaté rostliny a po požití většího množství dochází k otravě. Nejjedovatější částí je kořen. Ačkoliv se často pěstují jako okrasné trvalky, případy otravy drobných domácích zvířat nejsou známy. V některých oblastech dochází k otravám dobytka po kontaminaci sena planě rostoucí čemeřicí. Rostliny obsahují řadu biologicky aktivních látek, zejména ranunkulin, který se po rozžvýkání rostliny přeměňuje na dráždivý protoanemonin. Dále bývají obsaženy kardenolidy (srdeční glykosidy), které svým účinkem připomínají glykosidy náprstníku. U čemeřice černé je to zejména hellebrin, helleborin a helleborein.
Po požití se dostavuje bolest v ústech, nevolnost, zvracení, bolesti břicha, křeče a průjem. Později se mohou dostavit poruchy srdečního rytmu, provázené hyperkalémií. Lékařské ošetření spočívá ve vyčištění trávicího traktu, při projevech kardioaktivních účinků bývá sledován obsah draslíku v krevní plazmě a ve vážných případech podáván protijed.
V anglojazyčné literatuře bývá zaměňována čemeřice (hellebore) s rovněž jedovatou kýchavicí (false hellebore), která však má jiný mechanismus účinku.

## Zástupci
- čemeřice černá (Helleborus niger)
- čemeřice korsická (Helleborus argutifolius, syn. H. lividus subsp. argutifolius)
- čemeřice kroucená (Helleborus torquatus)
- čemeřice měchýřkatá (Helleborus vesicarius)
- čemeřice nachová (Helleborus purpurascens)
- čemeřice okrouhlolistá (Helleborus cyclophyllus)
- čemeřice pyrenejská (Helleborus occidentalis, syn. H. viridis subsp. occidentalis)
- čemeřice rozeklaná (Helleborus multifidus)
- čemeřice sivozelená (Helleborus lividus)
- čemeřice smrdutá (Helleborus foetidus)
- čemeřice tibetská (Helleborus thibetanus)
- čemeřice vonná (Helleborus odorus)
- čemeřice východní (Helleborus orientalis)
- čemeřice zelená (Helleborus viridis)[1][12][13]

## Význam a pěstování
Čemeřice byly již minimálně 2200 let využívány v bylinném léčení zejména jako projímadlo a k léčení mánií, epilepsie a kožních infekcí. V omezené míře jsou využívány dodnes k regulaci srdečního tepu a při léčení rakoviny.
Některé druhy a hybridy jsou pěstovány jako okrasné trvalky, ceněné zejména pro své časné kvetení spojené s mrazuvzdorností.
V zahradnické praxi se čemeřice rámcově rozdělují do dvou skupin: přízemní druhy a druhy se stonkem. Kříženci čemeřice východní s ostatními přízemními druhy se označují obecným názvem Helleborus × hybridus nebo botanicky nekorektním názvem Helleborus orientalis hybrids, kříženci stonkových druhů mají většinou vlastní botanické názvy.
Čemeřice nejsou nijak vybíravé co se týče půdy. Dobře snášejí zastínění, ideální ale pro ně je polostinné stanoviště přes léto a plné slunce v zimní sezóně. Přízemní druhy bez stonku jsou poměrně dlouhověké, s pomalejším vývojem, a lze je snadno množit dělením trsů. Naproti tomu druhy se stonkem rychle rostou a dozrávají (kvetou často již 2. rokem po výsevu), jsou však poměrně krátkověké. Množí se výsevem semen, protože je nelze snadno dělit.

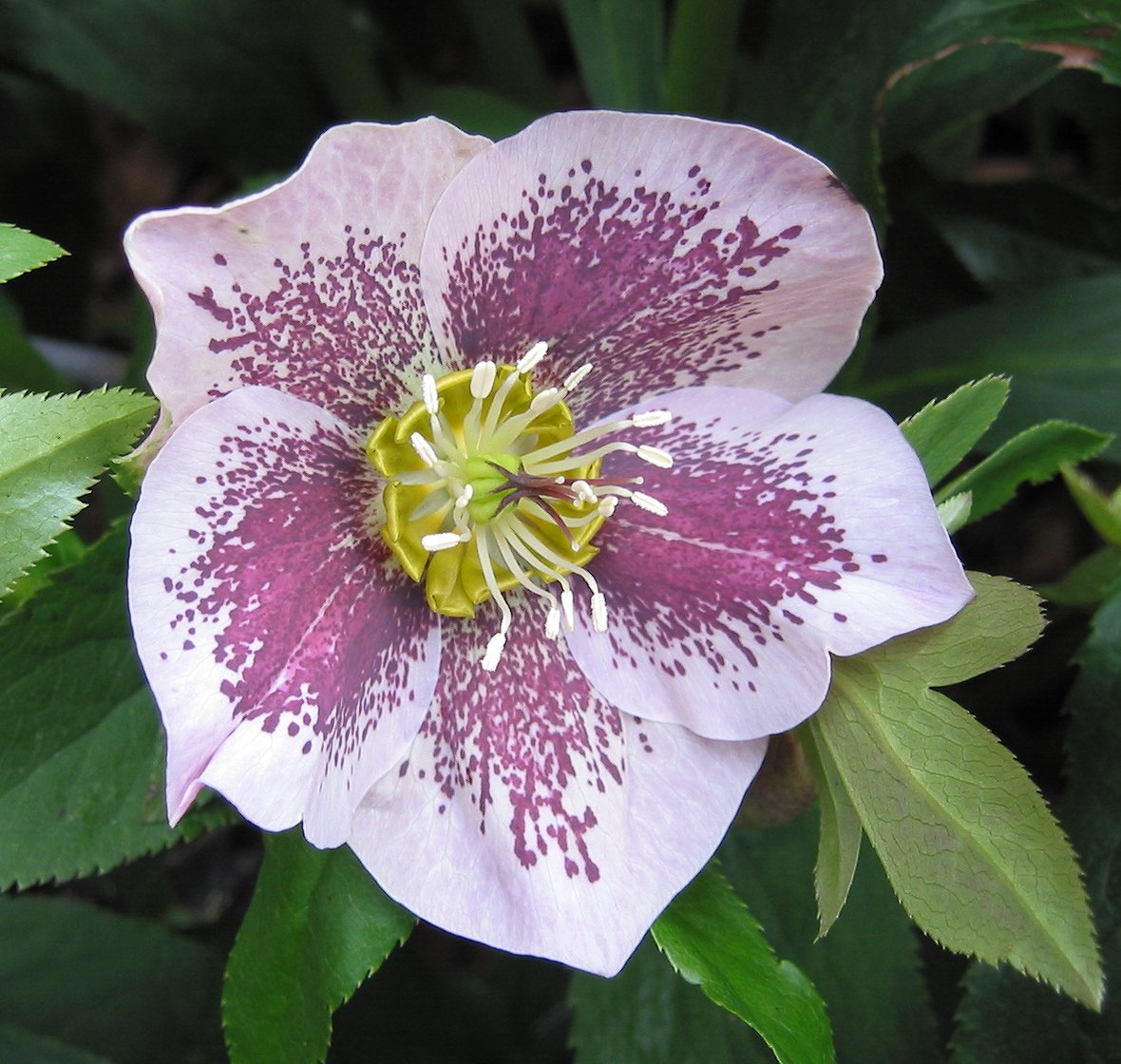
Květ šlechtěného kultivaru Helleborus × hybridus
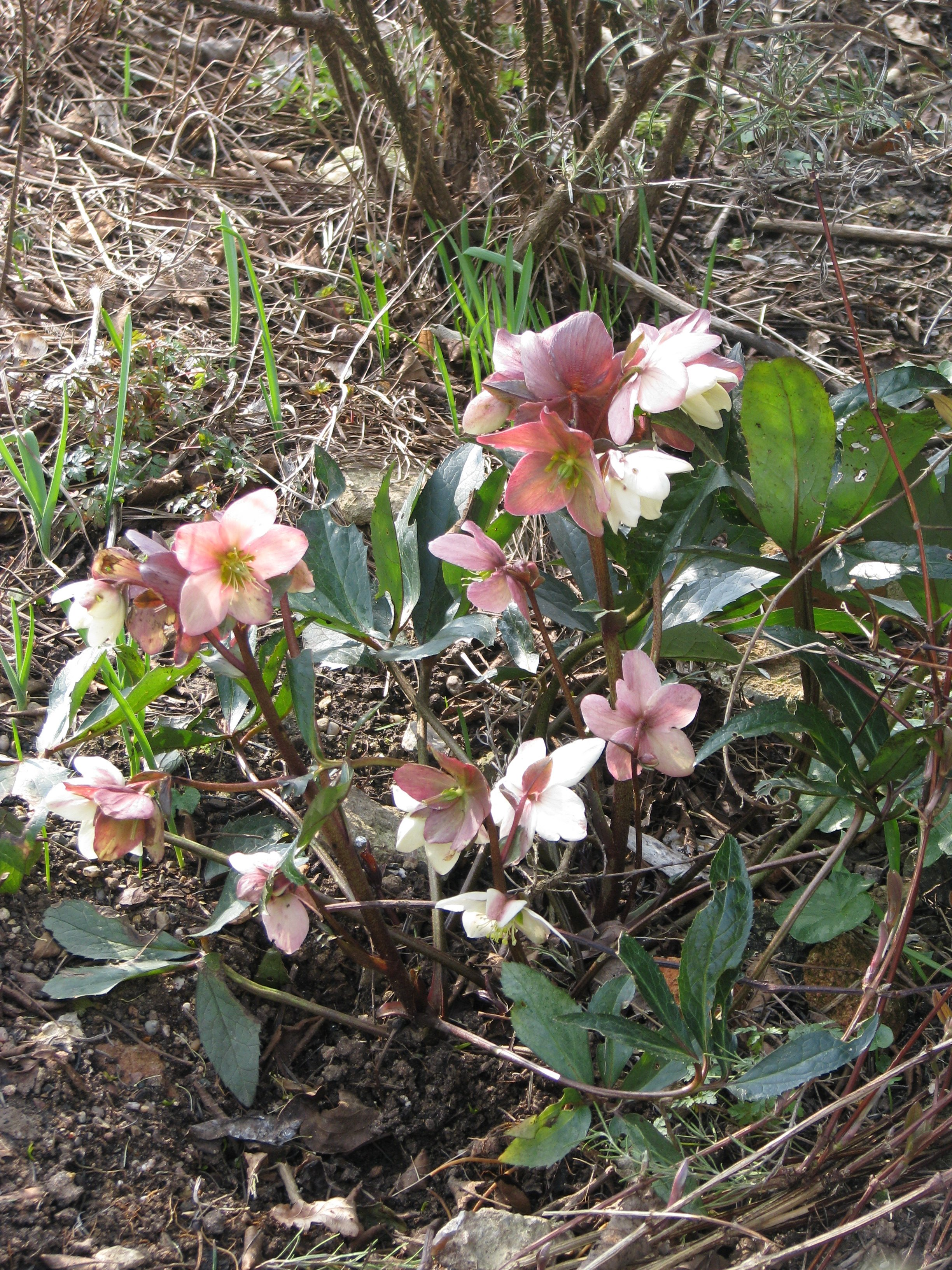
Kříženec Helleborus × nigercors 'Emma'
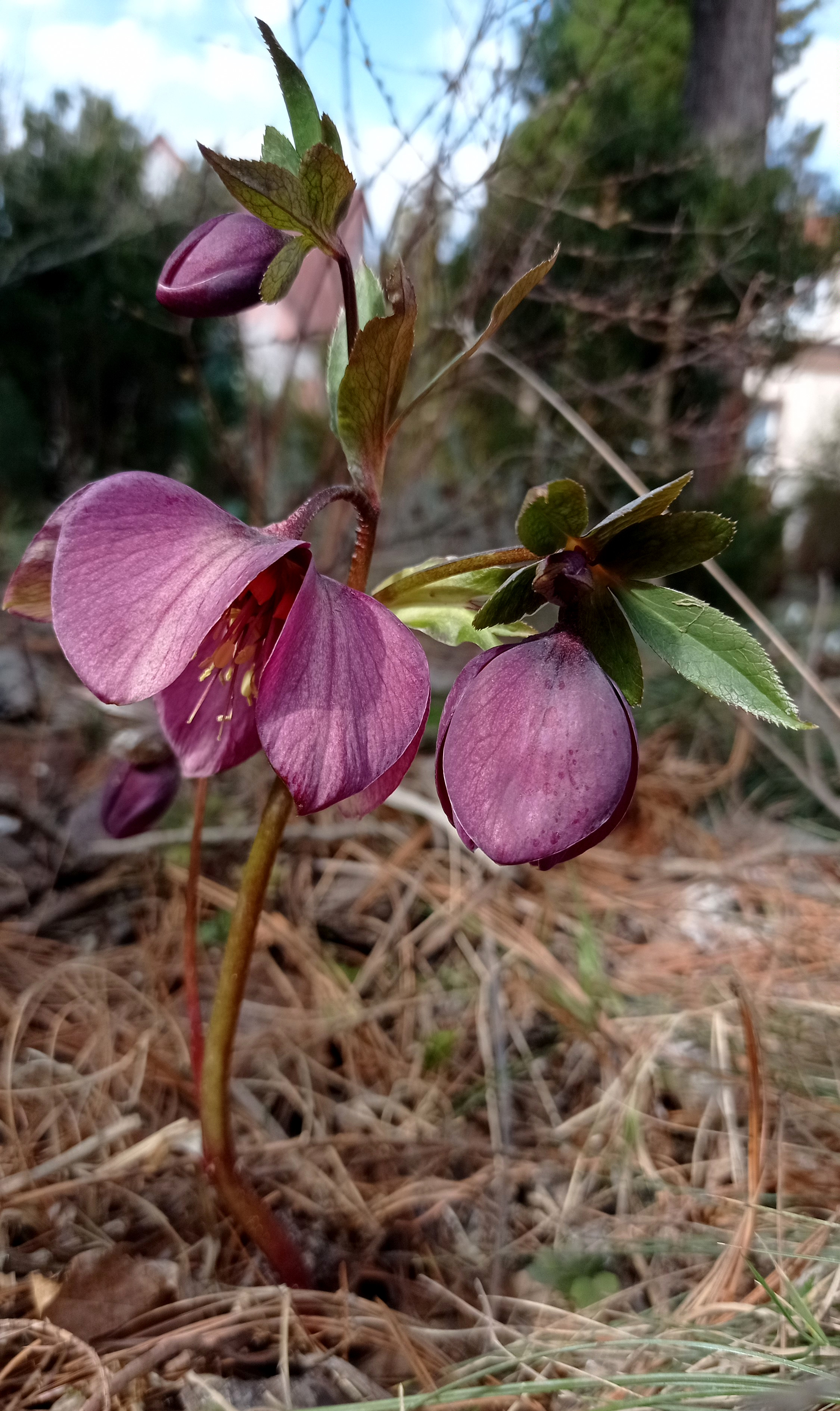
Fáze květu zahradního kultivaru